# Lébénymiklós
Lébénymiklós Győr-Sopron megyei község 1973. április 15-én jött létre Lébény és Mosonszentmiklós községek egyesítésével. 1989. január 1-jével a település kettévált.